# Óvalo de Mangaung
El Óvalo de Mangaung (en afrikáans: Mangaung-ovaal; en inglés: Mangaung Oval) 
es un óvalo de críquet en Bloemfontein, Sudáfrica. Actualmente se utiliza sobre todo para los partidos de críquet. Es la sede del equipo local VKB Knights. El estadio tiene capacidad para 20.000 personas y se abrió en 1989.
El campo tuvo su primer evento internacional un día en diciembre de 1992 cuando Sudáfrica obtuvo una victoria sobre la India . En octubre de 2000 se le confirió el estatus de full Test con la visita de Zimbabue .
Una de las mayores entradas jamás jugadas ocurrieron a principios de 1994, cuando el excapitán de Sudáfrica Hansie Cronjé derrotó por un gran marcador al equipo de Australia que se encontraba de gira.